# Saint-Germain-du-Bois
Saint-Germain-du-Bois är en kommun i departementet Saône-et-Loire i regionen Bourgogne-Franche-Comté i östra Frankrike. Kommunen ligger i kantonen Saint-Germain-du-Bois som tillhör arrondissementet Louhans. År 2022 hade Saint-Germain-du-Bois 1 947 invånare.

## Befolkningsutveckling
Antalet invånare i kommunen Saint-Germain-du-Bois
| Referens: INSEE |